# Myeongbulheojeon
Myeongbulheojeon (명불허전?, lett. "Senza nome"; titolo internazionale Live Up to Your Name) è un drama coreano trasmesso su tvN dal 12 agosto al 1º ottobre 2017.

## Trama
Heo Im è un medico Joseon di medicina tradizionale coreana, specializzato in agopuntura. Ha lavorato alla clinica per i poveri durante il giorno e ha guadagnato una fortuna facendo visite segrete alle case di nobili e funzionari di alto rango di notte. Dopo aver acquisito notorietà per le sue grandi capacità, fu incaricato di aiutare a curare le emicranie del re. Sfortunatamente, la sua ansia ebbe la meglio su di lui e fu accusato di tradimento. Non volendo accettare la prigione, sfuggì alla cattura ma fu inseguito dai soldati. Alla fine fu messo alle strette in un fiume e colpito a morte da frecce e cadde verso la sua presunta morte. La morte non è mai arrivata e si è risvegliato nella moderna Seoul-Corea e si rende conto di aver in qualche modo viaggiato nel tempo. Perso e confuso, incontra Choi Yeon-kyung, un collega chirurgo cardiotoracico all'ospedale Shinhae e inizia un'improbabile relazione tra tempo e spazio.